# Blanqueamiento dental

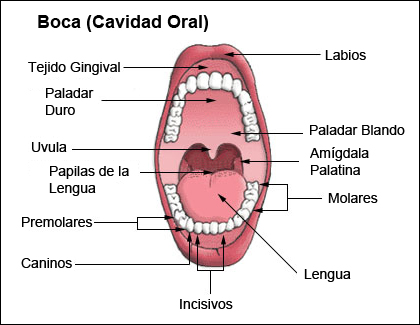
Estructura de los dientes permanentes.

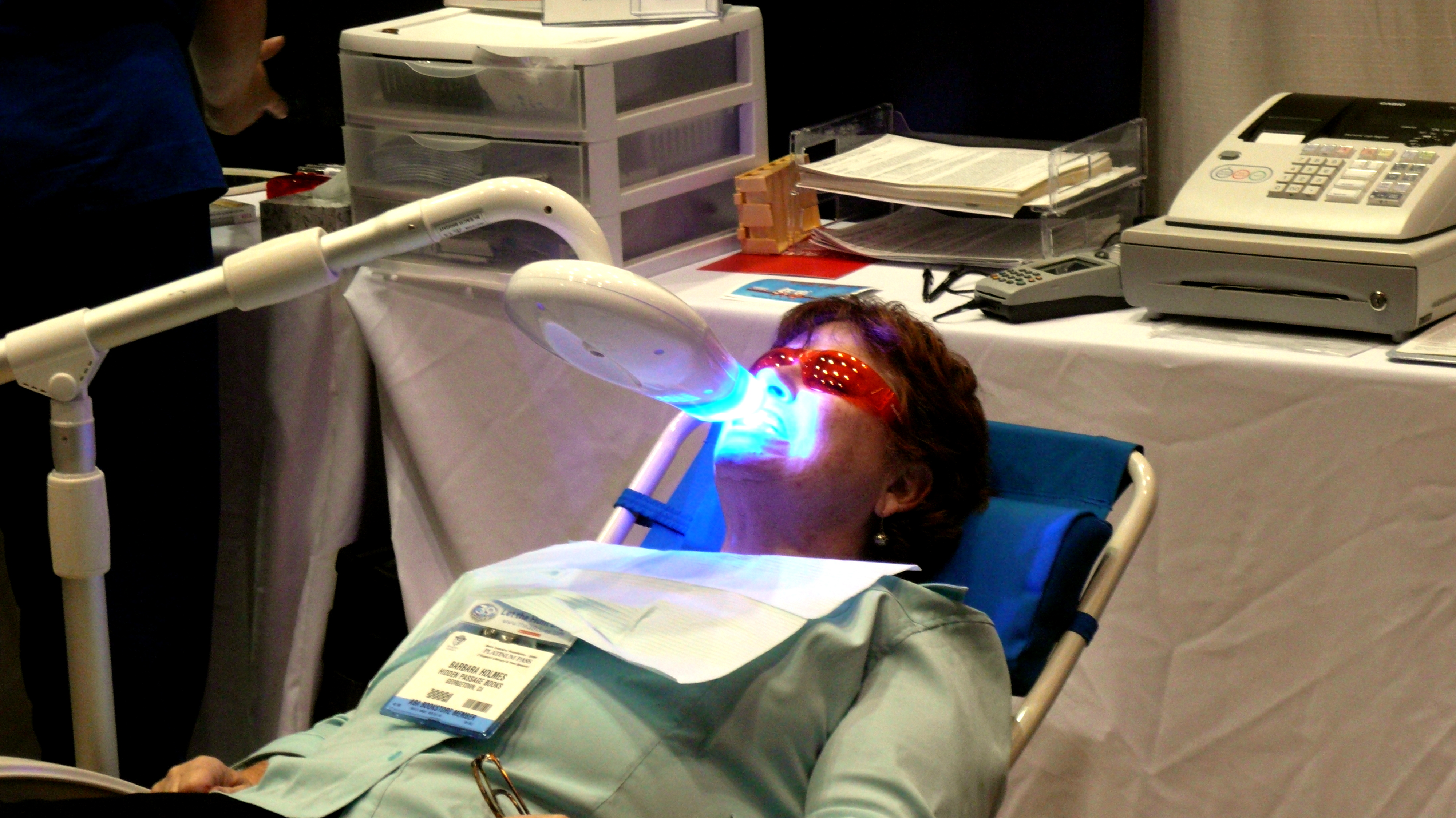
Blanqueamiento láser

En la odontología estética, el blanqueamiento dental es un tratamiento dental estético que logra reducir varios tonos el color original de las piezas dentales, dejando los dientes más blancos y brillantes.
El blanqueamiento dental se puede realizar en consultorio o en el hogar, aunque no es posible comprar los mismos tratamientos para uso personal. Sin embargo, algunos odontólogos alertan sobre el posible daño a las piezas dentales si se utilizan éstos en alta concentración sin la prescripción ni el seguimiento de un odontólogo.
El blanqueamiento de los dientes permite eliminar la mayoría de las manchas producidas por causas extrínsecas como el té, café y otras infusiones, cigarrillos y vino tinto, entre otras sustancias y alimentos. Sin embargo, no todas las manchas u oscurecimientos dentales son eliminables o mejorables a través del blanqueamiento dental y pueden requerir de otro tipo de tratamientos odontológicos estéticos como el uso de carillas de porcelana o coronas.
Generalmente se realiza un blanqueamiento en el consultorio que dura aproximadamente una hora, con el cual el paciente ya ve cambios significativos y se indica un tratamiento complementario en el hogar, con las respectivas indicaciones del odontólogo. Este tratamiento a altas concentraciones puede repetirse a modo de mantenimiento después de seis meses a un año, según la severidad de las manchas o pigmentaciones que el paciente presente. En general, aunque depende del estado de la dentadura de cada paciente, es importante y necesario realizar una limpieza dental profesional (ultrasonidos + cepillado profesional) completa previa a la realización del blanqueamiento dental y un control de cualquier patología presente, como son caries, restauraciones defectuosas.
El blanqueamiento no tiene efecto sobre ningún tipo de restauraciones, siendo estas: amalgamas, restauraciones realizadas con luz halógena (resinas o rellenos blancos), incrustaciones y coronas o puentes. En el caso de que el paciente presente este tipo de arreglos en el sector anterior sobre todo, se le realiza el blanqueamiento y posteriormente a ello se procede a hacer el recambio de las restauraciones que no han modificado su color. Para poder realizar el recambio de estas restauraciones es necesario esperar 15 días aproximadamente para que el color obtenido con el blanqueamiento se estabilice.

## Causas del oscurecimiento de los dientes
Dentro de las causas de manchas y oscurecimiento de los dientes se encuentran aquellas llamadas intrínsecas y extrínsecas

### Intrínsecas
Son las provocadas en la etapa de formación del diente antes que erupcione en la boca, como aquellas manchas o coloraciones producidas por antibióticos del grupo de las Tetraciclinas, hipoplasias de esmalte o fluorosis (manchas por exceso de flúor). También aquellas que aparecen posterior a la erupción de los dientes como por causa de golpes o fracturas en los dientes y ennvejecimiento de la pieza dentaria, a mayor edad de la persona, los dientes se ponen más amarillos u opacos y generalmente tienen un tonalidad más oscura.

### Extrínsecas
Son las que provienen por ingesta de alimentos, bebidas u otros, o el contacto con otros agentes pigmentadores, por ejemplo el té, café, tabaco (alquitrán y nicotina), mate, vino y bebidas de cola consumidas en exceso, alimentos y productos de consumo oral con fuerte contenido de pigmentos y Clorhexidina (sustancia química bactericida y bacteriostática utilizada como antiséptico en colutorios y pastas dentífricas específicas en venta para el tratamiento de la gingivitis y la halitosis)

## Tratamientos
Existen dos tipos de blanqueamiento dental: el externo y el interno.

### Blanqueamiento externo
Es el tratamiento más habitual y el que se realiza sobre dientes vitales (sin endodoncias). Consiste en la aplicación de sustancias sobre la parte externa de la pieza dental.

#### Efectuado por un odontólogo especialista[5]

##### Blanqueamiento dental láser
Este tratamiento se realiza en consulta odontológica y utiliza láseres para conseguir el efecto blanqueador de un gel concentrado, que se aplica sobre los dientes. Es el tipo de blanqueamiento más caro, pero también el que mejores resultados da, el más profesional y efectivo. Sus efectos se aprecian desde la primera sesión. La desventaja es que es un tratamiento un poco agresivo y puedes presentar sensibilidad dental
Se trata de una sesión que se hace en consulta con luz fría de arco completo y peróxido de hidrógeno al 35 %. Después, un tratamiento en el hogar con férulas hechas a medida y peróxido de carbamida  o peróxido de hidrógeno con concentraciones entre el 10 % al 30 % según las necesidades de cada paciente, todo ello proporcionado por el especialista y según sus indicaciones, durante dos semanas y con una duración de 40 minutos diarios; es la única forma de garantizar el mejor resultado posible. 
Para que el blanqueamiento sea duradero es necesario hacer un mantenimiento en casa de 40 minutos un día al mes con la férula a medida y peróxido de carbamida durante algún tiempo o de manera periódica, a determinar por el especialista. Como su nombre indica, el blanqueamiento láser utiliza láseres para acelerar el efecto blanqueador de un gel concentrado, que se aplica sobre los dientes. Es el método más caro, pero también el más rápido y efectivo. Es lo más cerca que podrás estar de un blanqueamiento dental instantáneo. Sus efectos pueden advertirse justo después de la primera sesión. 

##### Blanqueamiento dentalzoom
Es un procedimiento de blanqueamiento alternativo que se realiza en algunas clínicas dentales. Funciona de manera semejante al blanqueamiento láser pero usa luces led para acelerar el proceso.
Los sistemas de blanqueamiento dental led no son tan intensos como el tratamiento láser. Esto tiene sus pros y sus contras. La desventaja es que necesitarás de 3 a 4 sesiones para ver los resultados. La ventaja es que es menos probable que experimentes sensibilidad. Algunas personas optan por complementar este tratamiento  con un blanqueamiento de dientes casero y así alargar los resultados.

##### Blanqueamiento dental con férulas y gel blanqueador
Es un tratamiento de blanqueamiento dental profesional un poco más barato. Se basa en el uso de férulas para aplicar en los dientes un gel blanqueador profesional, que es más fuerte que los que se venden sin receta.
Para empezar este tratamiento, lo primero que el dentista debe hacer es tomar las medidas de tus dientes para fabricar las férulas. Así, se ajustan a tu boca y te garantizan que el gel blanqueador se aplica correctamente a tus dientes. Dependiendo del tipo de tratamiento y del gel escogido por el dentista, la férula puede permanecer en la boca de 30 minutos a 8 horas.

#### Efectuado en el hogar

##### Geles blanqueadores
Existen en el mercado algunos kits de geles blanqueadores, tanto de peróxido de hidrógeno como de peróxido de carbamida, que pueden ser dispensados sin receta médica y diseñados para su uso en el hogar. Sin embargo, sus concentraciones y la imposibilidad de la utilización de algún tipo de luz coadyuvante hacen que su efectividad sea muy limitada en comparación con los tratamientos profesionales.

##### Pastas blanqueadoras
Existen varias pastas en el mercado que pueden utilizarse como complemento y mantenimiento del blanqueamiento realizado ya sea externo o interno y que tienen poco efecto sobre las piezas no tratadas especialmente en comparación con los tratamientos mencionados anteriormente. Estas pastas pueden contener sustancias abrasivas suaves u otras no abrasivas, todas ellas compatibles con el esmalte (aceptadas por la ADA) como silica, pirofosfatos, tri poli pirofosfatos, óxido de aluminio, peróxido de hidrógeno, peróxido de carbamida o bicarbonato de sodio, y últimamente esencia de limón en aquellas pastas que contienen hierbas naturales. Su efectividad está en relación con el tiempo de uso y a la disminución del consumo de aquellos alimentos o bebidas que generan coloraciones o manchas extrínsecas.

### Blanqueamiento interno
Es aquel que se realiza sobre dientes no vitales, es decir que ya tienen realizado un tratamiento de conducto, aplicando el producto por dentro del diente y pudiendo complementar este tratamiento con el blanqueamiento externo. Habitualmente se utiliza una solución de perborato de sodio o de peróxido de carbamida el cual se coloca dentro de la cámara pulpar por un tiempo determinado, transcurrido este tiempo se logra un efecto de aclaramiento de la estructura dental.

## Efectos secundarios del excesivo blanqueamiento dental
Al abusar de los blanqueamientos ya sea por láser, con peróxido de carbamida, peróxido de hidrógeno, o cualquier otro método puede causar cambios histomorfológicos en los dientes, daños en la matriz del esmalte, en el interior del diente y en la pulpa, lo que quiere decir que se va a afectar el paquete vásculo nervioso dentro de los dientes. Estudios a largo plazo, de doce años de duración, han descrito lesiones irreversibles como reabsorciones de las raíces de los dientes, destrucciones de las capas prismáticas de los dientes, pulpitis crónicas que conllevan a tratamientos de endodoncia. Finalmente, todo lo descrito puede terminar en fuertes dolores y en que la raíz del diente se debilite. Este hecho es la principal razón por la que los tratamientos de blanqueamiento dental deben ser prescritos y efectuados y/o controlados siempre por un odontólogo especialista con formación específica en el área de la odontología estética.
Es normal que en el curso del tratamiento blanqueante se produzca cierta hipersensibilidad transitoria, que desaparece sin dejar rastro al poco tiempo de finalizar el tratamiento. Si en algunos casos la sensibilidad es mayor, se suele aconsejar el uso de geles blanqueadores que contengan flúor y nitrato potásico en su formulación.
Los casos de sensibilidad extrema que obligan a utilizar antiinflamatorios orales o a finalizar el blanqueamiento, son infrecuentes.

### Adicción al blanqueamiento dental: «blancorexia dental»
Los dientes por naturaleza son de un color amarillento. La publicidad, televisión, películas, entre otros, muestran personas con sonrisas extra blancas (un color no natural), lo cual genera un estereotipo en la sociedad de que los dientes deben ser blancos para verse estéticamente bien, lo que conlleva a algunas personas desear tener sus dientes más blancos de lo normal, a veces sin importar los efectos secundarios del blanqueamiento dental.